# Romeyka
Romeyka (Grieks: Ρομέικα), soms ook geschreven als Romeyika of Roméika, is een Pontisch-Griekse taal die door enkele duizenden mensen wordt gesproken in het Pontisch Gebergte tussen de steden Trabzon en Rize in het noordoosten van Turkije, met name ten zuiden van de stad Of. Romeyka werd door taalkundigen vroeger Ofitisch genoemd, naar de stad Of en de vallei in haar achterland.
De taal heeft van alle huidige Griekse varianten de meeste kenmerken van het Oudgrieks uit hellenistische tijden behouden. Volgens taalkundigen loopt de taal het risico om binnen enkele generaties verloren te gaan, hoewel hij nog veelvuldig gebruikt wordt. Het aantal sprekers slinkt echter snel, doordat steeds minder jongeren in de bergen opgroeien. Het Romeyka verschilt op enkele punten van andere Pontische dialecten, omdat het niet (in recente tijden) is beïnvloed door geschreven Grieks of gesproken Modern Grieks. Hierdoor is de taal een linguïstische goudmijn.

## Geschiedenis
De sprekers van het Romeyka bevinden zich voornamelijk in de dorpjes aan de noordkant van het Pontisch Gebergte, een dichtbebost en moeilijk toegankelijk gebied. Vermoed wordt dat de bewoners van deze dorpjes uit de omgeving van Trabzon (historisch: Trebizonde, Grieks: Trapezounta) kwamen. Trabzon is in 756 v.Chr. door Griekse kolonisten uit Ionië gesticht. Het Romeyka is afgeleid van het Koinè Grieks (de variant van het Grieks die gedurende enkele eeuwen in veel delen van het Nabije Oosten de lingua franca was en waarin het Nieuwe Testament is opgesteld). Terwijl Trabzon blootstond aan grote bevolkingswisselingen en contact had met de buitenwereld, veranderde er in de bergen niet veel. De taal scheidde zich tussen de 12e en de 15e eeuw definitief af van andere Griekse dialecten van het Byzantijnse 'Middeleeuws Grieks', maar kenmerkte zich al eerder door archaïsch taalgebruik. Deze oude Griekse woordenschat en grammatica werd in de late middeleeuwen enkel nog incidenteel in Pontus onderwezen.
Omdat een deel van de bewoners van deze valleien in de 17e eeuw zich tot de islam had bekeerd en men er zich in deze regio van Turkije goed bewust van was dat men een andere afkomst had dan overige bewoners van het huidige Turkije, zien de meesten van hen zichzelf in de eerste plaats als moslim, en niet als Griek. Hierdoor hadden zij, in tegenstelling tot christelijke Pontische Grieken, geen contact met Griekenland en gingen hun kinderen niet naar Griekse scholen die in het Modern Grieks onderwezen. Het resultaat hiervan is dat de taal bijzonder veel archaïstische Griekse kenmerken heeft behouden. Dit werd ook opgemerkt door christelijke Pontische Grieken die met de bevolkingsuitwisselingen naar Griekenland werden overgeplaatst. Dat de taal toch zo levenskrachtig is gebleven in een uitgestrekt en dunbevolkt gebied is te danken aan enkele islamitische scholen in Of en Çaykara, die in de 19e eeuw en het begin van de 20e eeuw in het Romeyka onderwezen, en de waarde die de lokale bevolking aan hun culturele identiteit hechtte. De sprekers van het Romeyka hadden reeds vroeg in de 19e eeuw achternamen aangenomen, waardoor hun familiegeschiedenis goed bekend is vergeleken met andere islamitische volkeren uit het Ottomaanse Rijk. Christelijke Pontische wetenschappers en enkele Europeanen bezochten de dorpjes aan het eind van de 19e eeuw en beschreven de taal en de cultuur. Ze troffen een gemeenschap die zich op veel punten onderscheidde van andere islamitische gemeenschappen in het Ottomaanse Rijk. Zo droegen de vrouwen hoofddoeken zoals in Europa, in tegenstelling tot de in die tijd gebruikelijke chador, en mengden zij zich vrij onder de mannen. Grappen maken met vreemden en flirten was niet ongewoon. Dit veranderde enigszins onder invloed van enkele meer orthodoxe predikers uit het kuststadje Of aan het eind van de 19e eeuw. Een bekende hodja probeerde zelfs tevergeefs de dorpelingen te overtuigen het Grieks op te geven als 'heidense taal'. Veel van deze culturele kenmerken zijn echter behouden gebleven, zo mogen (bekende) jongens en meisjes samen dansen tijdens de jaarlijkse weidefestivals, en dragen ook in de dorpjes sommige jonge vrouwen geen hoofddoek. Het soefisme had (en heeft) een grote invloed in de gemeenschap. Hoewel de meeste dorpen in de jaren 60 en 70 een Turkse naam hebben gekregen gebruiken de sprekers van het Romeyka hun oude Griekse namen, die vaak een geografische oorsprong hebben.
Verreweg de meeste sprekers van het Romeyka waren gevrijwaard van de bevolkingsuitwisseling, omdat zij het islamitische geloof aanhingen. Enkele tientallen Grieks-orthodoxe gezinnen uit de vallei verhuisden echter naar het nieuwe dorpje Nea Trapezounta (Nieuw Trabzon) in Grieks Macedonië. Tegenwoordig leven hier nog zo'n vierhonderd mensen die de taal machtig zijn. Met name tussen muzikanten uit beide landen is er contact, wat een vlucht heeft genomen sinds de heropening van het Sümelaklooster in 2010. En ook in migrantengemeenschappen van Californië tot Kazachstan treffen Romeykasprekers en andere Pontischtaligen elkaar in vreugdevolle Muhabbet of Parakath.

## Huidig gebruik
De taal heeft geen officieel schrift, meestal wordt een aangepaste versie van het Turkse Latijnse alfabet gebruikt op internet en in briefverkeer, en in mindere mate het Griekse alfabet, met name door sprekers die naar Griekenland geëmigreerd zijn. Sinds enkele jaren neemt het gebruik van het Griekse alfabet onder Romeykasprekers in Turkije toe. Sprekers volgen hiervoor op latere leeftijd een cursus in Trabzon of Istanboel. De taal wordt niet buitenshuis onderwezen en heeft net zoals de meeste minderheidstalen in Turkije en Griekenland geen wettelijke erkenning. De sprekers van de taal worden echter niet volledig uit de Turkse maatschappij gesloten, omdat een deel van hen al enkele eeuwen de islam aanhangt en meermalen het Ottomaanse Rijk en Turkije tegen invallen van buitenaf verdedigden, zoals tegen de Russen in de Eerste Wereldoorlog. Door het sociale klimaat na de bevolkingsuitwisseling van 1922 tussen Turkije en Griekenland, waarin er geen tot zeer weinig ruimte was voor het onderkennen van een andere origine of cultuur dan de Turkse in Turkije, voelen velen van hen zich Turks, en is het gebruik van het Romeyka voornamelijk beperkt geraakt tot bepaalde geïsoleerde gebieden in de bergen van Pontus. De gemeenschap is lange tijd gestigmatiseerd geweest door nationalistische stromingen, zo werd door seculiere media hun loyaliteit soms in twijfel getrokken, en zouden zij zelfs 'cryptochristenen' zijn. Dit heeft ertoe geleid dat veel sprekers van het Romeyka het over het algemeen niet fijn vinden om als Griek te worden aangesproken (dit is in Turkije een scheldwoord). Zij zijn echter wel zeer trots op hun taal en cultuur, die ze graag gebruiken om te communiceren met Griekse toeristen.
In Turkije zijn er de laatste jaren publicaties in het Turks over het Romeyka verschenen van de hand van onderzoekers die doorgaans zelf het Romeyka niet machtig zijn. In de afgelopen jaren is de interesse in het Romeyka gegroeid onder zowel de lokale bevolking als taalkundigen in Griekenland, Europa en de Verenigde Staten. In de Turkse diaspora, met name in Duitsland en Nederland, bevinden zich ook enkele honderden sprekers van het Romeyka. Onder hen is het gebruik echter meestal beperkt tot de communicatie met grootouders. Heel incidenteel worden kinderen een tijd lang naar Turkije gestuurd om de taal beter te leren. Eind 2013 startte een maandelijkse krant (Ağani Murutsxi) die artikelen in drie lokale talen publiceert, waaronder het Romeyka.
In 1996 bracht de Turkse schrijver Ömer Asan het boek Pontos Kültürü ('Pontische cultuur') uit, waarin hij verzamelde liederen en legenden heeft gebundeld. Voor zijn publicatie werd hij vervolgd wegens 'belediging van de Turkse natie'. Hij werd vrijgesproken en zijn boek bleef te koop. In 2010 kwam de documentaire Romeyika'nın Türküsü (de liederen van de Romeyka) van Yeliz Karakütük uit.

### President Erdogan
President Recep Tayyip Erdoğan bracht in zijn jeugd de zomers in het dorpje Güneysu in de bergen ten zuiden van Rize door. Erdoğan noemt het dorp in publieke toespraken bij haar oude naam Potomya/Potamia. Tijdens zijn eerste bezoek als premier aan Griekenland had hij geen vertaler nodig bij een lang gesprek met zijn Griekse collega. Gespeculeerd wordt dat Erdoğan's eerste taal Romeyka is. Hij zou niet de eerste hooggeplaatste politicus of president zijn uit de gemeenschap.

## Muziek
De belangrijkste culturele uiting van de taal zijn de vele volksliederen. De muziek van de Romeykasprekers is zeer populair in het noorden van Turkije en vormt een culturele brug met de Pontische Grieken in Griekenland, die uit dezelfde muzikale traditie afkomstig zijn. Sommige melodieën overleven gedurende lange tijd, maar het is gebruikelijk dat artiesten hun eigen repertoire opbouwen en nieuwe liederen ontwikkelen. Antropologen en muzikanten zoals Michalis Kaliontzidis en Nikos Michailidis verzamelen volksliederen en schrijven er publicaties over of zetten ze vervolgens met gelatiniseerde ondertitels op YouTube. Enkele bekende muzikanten in Turkije die liederen in het Romeyka hebben uitgebracht zijn Apolas Lermi uit Tonya, Adem Ekiz uit Beşköy, Cengiz Selimoğlu, İhsan Eş, Seyfettin Çakiral, Ekin Uzunlar, Onay Şahin en Hilmi Yerekaban uit Çaykara. Veel zangers uit het gebied zijn ook geoefende Kemençeviolisten. Ook zijn er enkele zangers uit naburige delen van Turkije die liederen in de taal zingen, hoewel zij het niet machtig zijn, zoals de Hemshinse Ayşenur Kolivar, Lazische Fuat Saka en Çepni-Turkse Nuray Aksoy.
In de zomer zijn er op de zomerweiden (Tr. yayla, Pontisch Grieks παρχάρια of παρχάρε) muziekfestivals, die soms door enkele duizenden mensen worden bezocht vanuit heel Europa. Naast lokale en Turkse artiesten worden hier ook soms Pontische muzikanten uit Griekenland uitgenodigd. Het bekendste meerdaagse festival vindt plaats in de derde week van juli op de Kadırga Yayla. In 2010 gaf de Pontisch Griekse muzikant Matthaíos Tsahourídis (Ματθαίος Τσαχουρίδης) hier een optreden.

## Kenmerken van het Romeyka
De taal heeft veel gelijkenis met het Cappadocisch Grieks, dat door de Nederlandse taalkundige Mark Janse werd herontdekt in 2005. Het Romeyka bestaat uit meerdere dialecten, zonder een specifieke onderlinge hiërarchische ordening.

### Uitspraak
- Het Romeyka behoudt beginklinkers
- Er is geen synthese van tweeklank
- Romeyka heeft een open /ε/ in plaats van /i/ (η)
- Het Romeyka behoudt de oude uitspraak van het voornaamwoord in de derde persoon

### Morfologie
- Het Romeyka maakt nog veelvuldig gebruik van augmenten
- De archaïsche gebiedende wijs is intact gebleven
- De aoristus is niet samengegaan met de voltooid tegenwoordige tijd
- Oude bezittelijke voornaamwoorden zijn nog in gebruik

### Syntaxis
- Sommige varianten van het Romeyka behouden de middeleeuws-Griekse vorm van de toekomende tijd
- De infinitief is bewaard gebleven, in tegenstelling tot in alle andere Griekse talen
- Zwakke voornaamwoorden komen altijd na het werkwoord

## Taalgebied

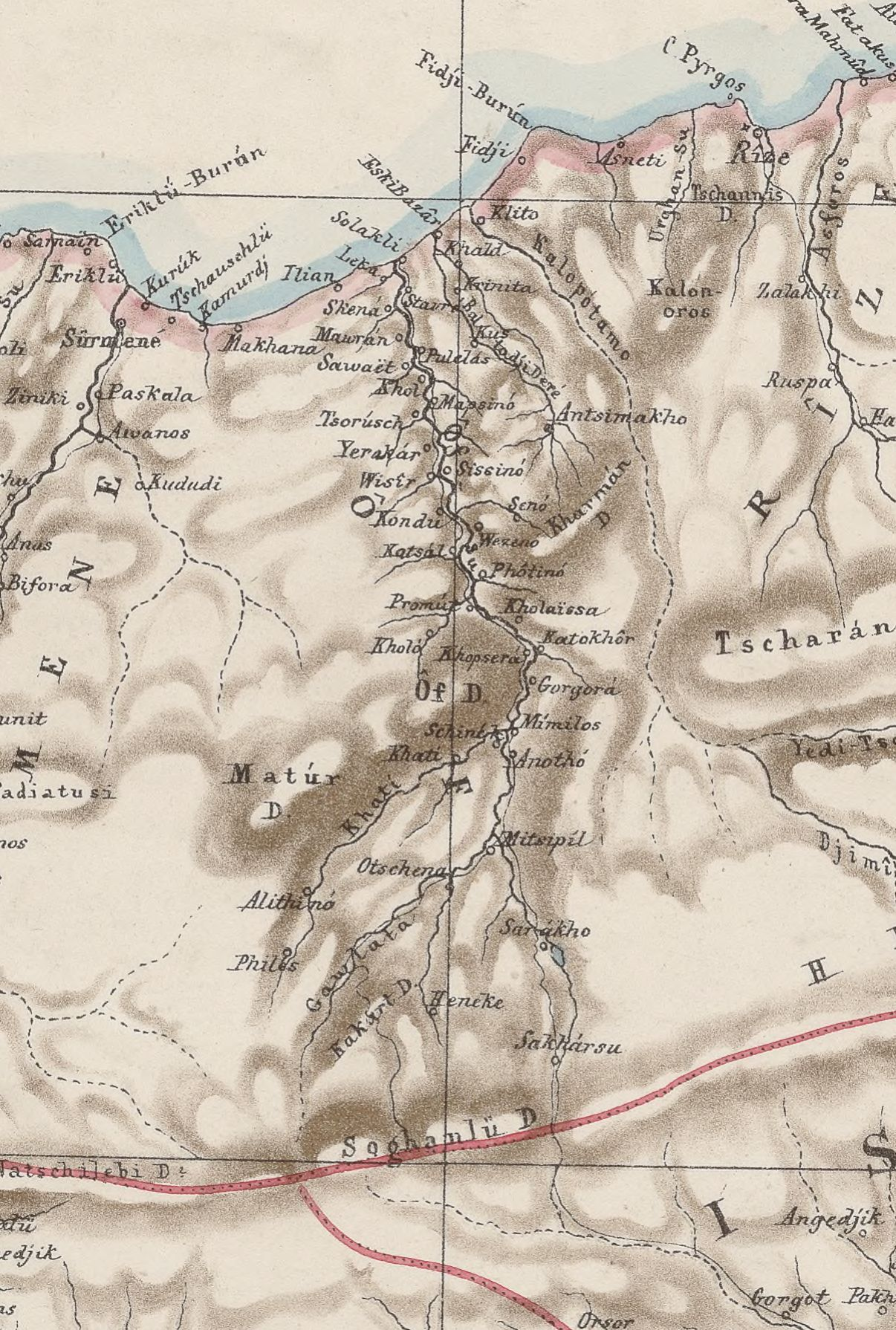
De regio Of in 1877, het centrum van het taalgebied.

De meeste sprekers van het Romeyka wonen in de Turkse provincies Trabzon en Rize, maar veel van hen zijn sinds de jaren 50 over Turkije verspreid geraakt. Veel mensen uit de regio zijn naar Istanboel, Izmir, Ankara en Europa gegaan. Daar hebben hun kinderen de taal vaak niet (goed) geleerd. Kleine groepen Romeykasprekers zijn ook in Griekenland en in Georgië te vinden, met name in de deelstaat Adzjarië, aan de grens met Turkije.
Districten in de provincie Trabzon waar het Romeyka wordt gesproken (de meeste plaatsnamen zijn een Turkse transliteratie of directe vertaling):
- Çaykara (Kadahor / Katohoriou)
- Tonya (Tonia)
- Sürmene (Sourmena)
- Of (Ofis)
- Dernekpazarı (Kontu)
- Maçka (Matsoúka)
- Köprübaşı (Göneşera)

Districten in de provincie Rize waar het Romeyka wordt gesproken:
- İyidere (Kalopotamo)
- İkizdere (Dipotamos)

Tevens wordt het Romeyka in enkele dorpen en in de hoofdstad van de naburige provincies Kars en Giresun gesproken. Inwoners van Çaykara en Of vestigden zich in de jaren 50 in enkele dorpjes in de provincies Van en Mus in het zuidoosten van Turkije en op het Turkse deel van Cyprus. Deze migranten behielden onderling het gebruik van de taal, vaak ook met hun kinderen, maar in mindere mate dan in hun regio van oorsprong.